# ماكسيمم ذا هرمون
ماكسيمم ذا هرمون (بالإنجليزية Maximum the Hormone) (ترجمة: رفع الهرمون للحد الأقصى) فرقة روك يابانية تأسست عام 1998.

## الأعضاء
- ماكسيمم ذا ريو (マキシマムザ亮君, Makushimamu za Ryō-kun) – مغني، عازف جيتار
- دايسكي-هان (ダイスケはん, Daisuke-han) – مغني
- ناوو (ナヲ, Nao) – مغنية، عازفة درامز
- وي-تشان (上ちゃん, Ue-chan) – عازف جيتار، مغني مساند

### أعضاء سابقين
- سوغي: عازف جيتار
- كي: عازف جيتار

## ألبوماتها
- A.S.A. Crew – 29 أغسطس 1999
- Mimi Kajiru – 23 أكتوبر 2002
- Kusoban – 21 يناير 2004
- Rokkinpo Goroshi – 2 مارس 2005
- Buiikikaesu – 14 مارس 2007
- Yoshu Fukushu – 31 يونيو 2013

## روابط خارجية
- ماكسيمم ذا هرمون على موقع ميوزك برينز (الإنجليزية)
- ماكسيمم ذا هرمون على موقع أول ميوزيك (الإنجليزية)
- ماكسيمم ذا هرمون على موقع ديسكوغز (الإنجليزية)